# قائمة أبطال العالم للوزن الثقيل (دبليو دبليو إي)
بطولة العالم للوزن الثقيل هي بطولة مصارعة حرة سابقة في دبليو دبليو إي. أقامت الشركة هذه البطولة في 2002 بعد أن استحوذت على دبليو سي دبليو وإي سي دبليو، وقسمت لائحة برامجها لراو وسماكداون.  
بطولة دبليو دبليو إي كانت هي البطولة الرئيسية للشركة، وبعد دمجها مع بطولة العالم للوزن الثقيل (دبليو سي دبليو) في 2001، جُعلت لبرنامج سماكداون بينما جُعلت بطولة العالم للوزن الثقيل الجديدة لبرنامج راو. وهذه البطولة الجديدة ليست امتداد لبطولة الدبليو سي دبليو، وإنما خلفتها بشكل غير مباشر.  
في 15 ديسمبر 2013، هزم اندرتيكر
بطل الدبليو دبليو إي جون سينا بطل العالم للوزن الثقيل حينها في عرض تي إل سي، ونتج عن ذلك دمج البطولتين، فتم الاستغناء عن التنافس على بطولة العالم للوزن الثقيل، وأصبح الاسم الجديد للبطولة المدمجة: بطولة الدبليو دبليو إي للعالم للوزن الثقيل.
في 2 سبتمبر 2002، أهدى المدير العام لراو حينها إريك بيشوف البطولة لتربل إتش ليصبح بذلك أول بطل للبطولة. وهو أيضًا حامل لرقم قياسي وهو أطول مدة بمجموع الأيام التي حمل فيها اللقب ب616 يوم. أما عن أكثر من حاز على اللقب هو إيدج بمجموع 7 مرات. وهناك 25 بطل مختلف للبطولة. أطول مدة حُمل فيها اللقب بدون خسارة هي 282 يوم للمصارع ديف باتيستا. آخر بطل للبطولة هو راندي أورتن، وهو أيضًا أصغر مصارع يفوز باللقب إذ أنه كان عمره 24 سنة عندما فاز بأول لقب له. أندرتيكر هو أكبر مصارع يفوز باللقب، عندما فاز به بالغًا من العمر 44 عامًا.

## قائمة الأبطال
| رقم | البطل                          | الموطن | التاريخ         | مدة إحتفاظه باللقب (بالأيام) | المكان                     | الحدث                                 | ملاحظات | المصادر       |
| --- | ------------------------------ | ------ | --------------- | ---------------------------- | -------------------------- | ------------------------------------- | --- | ------------- |
| 1   | تربل إتش                       | 1      | سبتمبر 2, 2002  | 76                           | ميلواكي                    | راو                                   | After the بطولة الوزن الثقيل العالمي دبليو دبليو إي became exclusive to the سماكداون دبليو دبليو إي توسيع العلامة التجارية, Raw General Manager ‏ إريك بيشوف created the World Heavyweight Championship to be the world title of Raw and awarded it to Triple H, who was originally the number one contender for the WWE Undisputed Championship, which dropped the "Undisputed" moniker. At No Mercy ‏ on October 20, 2002, Triple H defeated بطولة دبليو دبليو إي القارات Kane to unify the Intercontinental Championship into the World Heavyweight Championship. | [ 5 ] [ 6 ]   |
| 2   | شون مايكلز                     | 1      | نوفمبر 17, 2002 | 28                           | نيويورك                    | سيرفايفر سيريس                        | This was the first ever مباراة مبنى الإقصاء, also involving كريس جيريكو، بوكر تي، روب فان دام, and Kane. | [ 7 ] [ 8 ]   |
| 3   | تربل إتش                       | 2      | ديسمبر 15, 2002 | 280                          | صنرايز                     | Armageddon                            | This was a أنواع مباريات المصارعة. On May 5, 2003, the بطولة دبليو دبليو إي القارات was reactivated for Raw. | [ 9 ] [ 10 ]  |
| 4   | بيل غولدبيرغ                   | 1      | سبتمبر 21, 2003 | 84                           | هرشي                       | Unforgiven                            | This was a أنواع مباريات المصارعة. | [ 11 ] [ 12 ] |
| 5   | تربل إتش                       | 3      | ديسمبر 14, 2003 | 91                           | أورلاندو (فلوريدا)         | Armageddon                            | This was a أنواع مباريات المصارعة, also involving Kane. | [ 13 ] [ 14 ] |
| 6   | كريس بنوا                      | 1      | مارس 14, 2004   | 154                          | نيويورك                    | راسلمينيا 20                          | This was a أنواع مباريات المصارعة, also involving شون مايكلز. | [ 15 ]        |
| 7   | راندي أورتن                    | 1      | أغسطس 15, 2004  | 28                           | تورونتو                    | SummerSlam                            | | [ 16 ] [ 17 ] |
| 8   | تربل إتش                       | 4      | سبتمبر 12, 2004 | 85                           | بورتلاند (أوريغون)         | Unforgiven                            | | [ 18 ] [ 19 ] |
| —   | قائمة مصطلحات مصارعة المحترفين | —      | ديسمبر 6, 2004  | —                            | بالتيمور                   | Raw                                   | The championship was vacated after a double fall occurred in a أنواع مباريات المصارعة, also involving كريس بنوا and Edge. | [ 20 ] [ 21 ] |
| 9   | تربل إتش                       | 5      | يناير 9, 2005   | 84                           | سان خوان (بورتوريكو)       | New Year's Revolution ‏                | Defeated كريس بنوا، كريس جيريكو، راندي أورتن، ديف باتيستا, and Edge in an مباراة مبنى الإقصاء for the vacant title. شون مايكلز was أنواع مباريات المصارعة. | [ 20 ] [ 22 ] |
| 10  | باتيستا                        | 1      | أبريل 3, 2005   | 282                          | لوس أنجلوس                 | راسلمينيا 21                          | The title became exclusive to the سماكداون brand following the 2005 WWE draft lottery. | [ 23 ] [ 24 ] |
| —   | قائمة مصطلحات مصارعة المحترفين | —      | يناير 10, 2006  | —                            | فيلادلفيا                  | دبليو دبليو إي سماكداون               | ديف باتيستا vacated the title after he was sidelined with a قائمة مصطلحات مصارعة المحترفين عضلة ثلاثية الرؤوس العضدية injury. Aired on tape delay on January 13, 2006. | [ 25 ] [ 26 ] |
| 11  | كيرت أنغل                      | 1      | يناير 10, 2006  | 82                           | فيلادلفيا                  | دبليو دبليو إي سماكداون               | This was a 20-man battle royal ‏ for the vacant title. Aired on tape delay on January 13, 2006. | [ 25 ] [ 26 ] |
| 12  | ري ميستيريو                    | 1      | أبريل 2, 2006   | 112                          | روسمونت (إلينوي)           | راسلمينيا 22                          | This was a أنواع مباريات المصارعة, also involving راندي أورتن. The championship was referred to as the "World Championship", due to Mysterio not being a heavyweight. | [ 27 ] [ 28 ] |
| 13  | بوكر تي                        | 1      | يوليو 23, 2006  | 126                          | إنديانابوليس (إنديانا)     | The Great American Bash ‏              | | [ 29 ] [ 30 ] |
| 14  | باتيستا                        | 2      | نوفمبر 26, 2006 | 126                          | فيلادلفيا                  | Survivor Series                       | This was a أنواع مباريات المصارعة. | [ 31 ] [ 32 ] |
| 15  | أندرتيكر                       | 1      | أبريل 1, 2007   | 37                           | ديترويت                    | راسلمينيا 23                          | | [ 33 ] [ 34 ] |
| 16  | إيدج                           | 1      | مايو 8, 2007    | 70                           | بيتسبرغ (بنسيلفانيا)       | دبليو دبليو إي سماكداون               | Cashed in his مباراة ماني إن ذا بانك that he had won from مستر كينيدي on that week's episode of Raw. Following the win, Edge transferred from Raw to SmackDown!. Aired on tape delay on May 11, 2007. | [ 35 ] [ 36 ] |
| —   | قائمة مصطلحات مصارعة المحترفين | —      | يوليو 17, 2007  | —                            | لاريدو                     | دبليو دبليو إي سماكداون               | Edge vacated the title after he was sidelined with a legit عضلة صدرية كبيرة injury. Aired on tape delay on July 20, 2007. | [ 37 ] [ 38 ] |
| 17  | غريت كالي                      | 1      | يوليو 17, 2007  | 61                           | لاريدو                     | دبليو دبليو إي سماكداون               | This was a 20-man battle royal ‏ for the vacant title. Aired on tape delay on July 20, 2007. | [ 37 ] [ 38 ] |
| 18  | باتيستا                        | 3      | سبتمبر 16, 2007 | 91                           | ممفيس (تينيسي)             | Unforgiven                            | This was a أنواع مباريات المصارعة, also involving ري ميستيريو. | [ 39 ] [ 40 ] |
| 19  | إيدج                           | 2      | ديسمبر 16, 2007 | 105                          | بيتسبرغ (بنسيلفانيا)       | Armageddon                            | This was a أنواع مباريات المصارعة, also involving أندرتيكر. WWE recognizes Edge's reign as lasting 106 days. | [ 41 ] [ 42 ] |
| 20  | أندرتيكر                       | 2      | مارس 30, 2008   | 30                           | أورلاندو (فلوريدا)         | راسلمينيا 24                          | WWE recognizes The Undertaker's reign as lasting 33 days, ending on May 2, 2008, when the following episode aired on tape delay. | [ 43 ] [ 44 ] |
| —   | قائمة مصطلحات مصارعة المحترفين | —      | أبريل 29, 2008  | —                            | اتلانتيك سيتي              | دبليو دبليو إي سماكداون               | SmackDown General Manager ‏ فيكي غيريرو stripped أندرتيكر of the title for using the Hell's Gate ‏ submission hold, which she deemed to be dangerous. Aired on tape delay on May 2, 2008. | [ 45 ] [ 46 ] |
| 21  | إيدج                           | 3      | يونيو 1, 2008   | 29                           | سان دييغو                  | One Night Stand ‏                      | Defeated أندرتيكر in a تي ال سي 2009 ‏ to win the vacant title. Per the pre-match stipulation, Undertaker was (kayfabe) banished from دبليو دبليو إي. | [ 45 ] [ 47 ] |
| 22  | سي أم بانك                     | 1      | يونيو 30, 2008  | 69                           | أوكلاهوما سيتي (أوكلاهوما) | Raw                                   | Cashed in his مباراة ماني إن ذا بانك. The title moved to Raw due to Punk's status as a Raw wrestler. | [ 48 ] [ 49 ] |
| 23  | كريس جيريكو                    | 1      | سبتمبر 7, 2008  | 49                           | كليفلاند (أوهايو)          | Unforgiven                            | This was a أنواع مباريات المصارعة match, also involving John "Bradshaw" Layfield، ديف باتيستا، ري ميستيريو, and Kane. Jericho was a late replacement for champion سي أم بانك, who was attacked by ليغاسي prior to the match. | [ 50 ] [ 51 ] |
| 24  | باتيستا                        | 4      | أكتوبر 26, 2008 | 8                            | فينيكس (أريزونا)           | Cyber Sunday ‏                         | ستون كولد ستيف أوستن was the أنواع مباريات المصارعة. | [ 52 ] [ 53 ] |
| 25  | كريس جيريكو                    | 2      | نوفمبر 3, 2008  | 20                           | تامبا (فلوريدا)            | Raw                                   | This was a أنواع مباريات المصارعة. | [ 54 ] [ 55 ] |
| 26  | جون سينا                       | 1      | نوفمبر 23, 2008 | 84                           | بوسطن                      | Survivor Series                       | | [ 56 ] [ 57 ] |
| 27  | إيدج                           | 4      | فبراير 15, 2009 | 49                           | سياتل                      | No Way Out ‏                           | This was an مباراة مبنى الإقصاء, also involving كريس جيريكو، ري ميستيريو، مايك نوكس, and Kane. Edge, a member of the دبليو دبليو إي سماكداون roster, attacked كوفي كينغستون and replaced him in the match. The title became exclusive to SmackDown due to Edge's status as a SmackDown wrestler. WWE recognizes Edge's reign as lasting 48 days. | [ 58 ] [ 59 ] |
| 28  | جون سينا                       | 2      | أبريل 5, 2009   | 21                           | هيوستن                     | راسلمينيا 25                          | This was a أنواع مباريات المصارعة, also involving بيغ شو. The title became exclusive to the Raw brand due to Cena's status as a Raw wrestler. | [ 60 ] [ 61 ] |
| 29  | إيدج                           | 5      | أبريل 26, 2009  | 42                           | بروفيدنس (رود آيلاند)      | Backlash                              | This was a أنواع مباريات المصارعة. The title was returned to SmackDown due to Edge's status as a SmackDown wrestler. | [ 62 ] [ 63 ] |
| 30  | جيف هاردي                      | 1      | يونيو 7, 2009   | <1                           | نيو أورلينز                | Extreme Rules ‏                        | This was a مباراة السلم. | [ 64 ] [ 65 ] |
| 31  | سي أم بانك                     | 2      | يونيو 7, 2009   | 49                           | نيو أورلينز                | Extreme Rules ‏                        | Cashed in his مباراة ماني إن ذا بانك. | [ 65 ] [ 66 ] |
| 32  | جيف هاردي                      | 2      | يوليو 26, 2009  | 28                           | فيلادلفيا                  | Night of Champions ‏                   | | [ 67 ] [ 68 ] |
| 33  | سي أم بانك                     | 3      | أغسطس 23, 2009  | 42                           | لوس أنجلوس                 | SummerSlam                            | This was a تي ال سي 2009 ‏. | [ 69 ] [ 70 ] |
| 34  | أندرتيكر                       | 3      | أكتوبر 4, 2009  | 140                          | نيوآرك (نيو جيرسي)         | Hell in a Cell ‏                       | This was a الجحيم في زنزانة match. At on December 13, 2009, ديف باتيستا defeated The Undertaker for the title. Later that night, SmackDown General Manager تيودور لونغ restarted the match and Undertaker defeated him, nullifying Batista's reign and continuing Undertaker's. | [ 71 ] [ 72 ] |
| 35  | كريس جيريكو                    | 3      | فبراير 21, 2010 | 37                           | سانت لويس (ميزوري)         | المنيشن شيبر                          | This was an مباراة مبنى الإقصاء, also involving جون موريسون، رون كيلينغز، سي أم بانك, and ري ميستيريو. WWE recognizes Jericho's reign as lasting 40 days, ending on April 2, 2010, when the following episode aired on tape delay. | [ 73 ]        |
| 36  | جاك سواغر                      | 1      | مارس 30, 2010   | 82                           | لاس فيغاس                  | دبليو دبليو إي سماكداون               | Cashed in his مباراة ماني إن ذا بانك. Swagger transferred from Raw to SmackDown upon winning the title. WWE recognizes Swagger's reign as lasting 79 days, beginning on April 2, 2010, when the episode aired on tape delay. | [ 74 ] [ 75 ] |
| 37  | ري ميستيريو                    | 2      | يونيو 20, 2010  | 28                           | يونيوندايل (نيويورك)       | فيتال فور واي                         | This was a أنواع مباريات المصارعة, also involving بيغ شو and سي أم بانك. The championship was referred to as the "World Championship" due to Mysterio not being a heavyweight. | [ 76 ]        |
| 38  | كين                            | 1      | يوليو 18, 2010  | 154                          | كانساس سيتي (ميزوري)       | ماني إن ذا بانك                       | Cashed in his مباراة ماني إن ذا بانك. | [ 77 ]        |
| 39  | إيدج                           | 6      | ديسمبر 19, 2010 | 58                           | هيوستن                     |                                       | This was a أنواع مباريات المصارعة تي ال سي 2009 ‏, also involving ألبرتو دل ريو and ري ميستيريو. WWE recognizes Edge's reign as lasting 61 days, ending on February 18, 2011, when the following episode aired on tape delay. | [ 78 ]        |
| —   | قائمة مصطلحات مصارعة المحترفين | —      | فبراير 15, 2011 | —                            | سان دييغو                  | دبليو دبليو إي سماكداون               | Edge was stripped of the title by SmackDown General Manager فيكي غيريرو as a result of using the ضربات المصارعة الحرة (which had been banned) in a previous match. Aired on tape delay on February 18, 2011. | [ 79 ]        |
| 40  | دولف زيغلر                     | 1      | فبراير 15, 2011 | <1                           | سان دييغو                  | دبليو دبليو إي سماكداون               | SmackDown General Manager فيكي غيريرو awarded the title to Ziggler. Aired on tape delay on February 18, 2011, the date WWE recognizes for the reign. | [ 79 ]        |
| 41  | إيدج                           | 7      | فبراير 15, 2011 | 56                           | سان دييغو                  | دبليو دبليو إي سماكداون               | Edge was awarded a rematch the same night by returning General Manager, تيودور لونغ. WWE recognizes Edge's reign as lasting 55 days, beginning on February 18, 2011 and ending on April 15, 2011, both episodes of which aired on tape delay. | [ 80 ]        |
| —   | قائمة مصطلحات مصارعة المحترفين | —      | أبريل 12, 2011  | —                            | ألباني (نيويورك)           | دبليو دبليو إي سماكداون               | Title declared vacant due to Edge's تقاعد. Aired on tape delay on April 15, 2011. | [ 81 ]        |
| 42  | جيسون ريسو                     | 1      | مايو 1, 2011    | 2                            | تامبا (فلوريدا)            | Extreme Rules ‏                        | Defeated ألبرتو دل ريو in a مباراة السلم to win the vacant title. WWE recognizes Christian's reign as lasting 5 days, ending on May 6, 2011, when the following episode aired on tape delay. | [ 82 ]        |
| 43  | راندي أورتن                    | 2      | مايو 3, 2011    | 75                           | أورلاندو (فلوريدا)         | دبليو دبليو إي سماكداون               | WWE recognizes Orton's reign as lasting 72 days, beginning on May 6, 2011, when the episode aired on tape delay. | [ 83 ]        |
| 44  | جيسون ريسو                     | 2      | يوليو 17, 2011  | 28                           | روسمونت (إلينوي)           | مهرجان المال في البنك (2011)          | Defeated راندي أورتن by disqualification after being hit with a low-blow. The stipulations of the match allowed the title to change hands via disqualification. | [ 84 ] [ 85 ] |
| 45  | راندي أورتن                    | 3      | أغسطس 14, 2011  | 35                           | لوس أنجلوس                 | سمر سلام                              | This was a No Holds Barred match ‏. | [ 86 ]        |
| 46  | مارك هنري                      | 1      | سبتمبر 18, 2011 | 91                           | بوفالو (نيويورك)           | نايت أوف شامبيون                      | On the November 25 episode of SmackDown, دانيال برايان cashed in his مباراة ماني إن ذا بانك and pinned Henry. However, SmackDown General Manager تيودور لونغ revealed that Henry was not medically cleared to compete and voided the match. Henry remained champion and the briefcase was returned to Bryan. WWE recognizes Henry's reign as lasting 92 days. | [ 87 ]        |
| 47  | بيغ شو                         | 1      | ديسمبر 18, 2011 | <1                           | بالتيمور                   |                                       | This was a أنواع مباريات المصارعة | [ 88 ]        |
| 48  | دانيال برايان                  | 1      | ديسمبر 18, 2011 | 105                          | بالتيمور                   | Cashed in his مباراة ماني إن ذا بانك. | [ 89 ] |               |
| 49  | شيمس                           | 1      | أبريل 1, 2012   | 210                          | ميامي غاردنز (فلوريدا)     | راسلمينيا 28                          | WWE recognizes Sheamus's reign as lasting 211 days. | [ 90 ]        |
| 50  | بيغ شو                         | 2      | أكتوبر 28, 2012 | 72                           | أتلانتا (جورجيا)           | Hell in a Cell ‏                       | WWE recognizes Big Show's reign as lasting 73 days. | [ 91 ]        |
| 51  | ألبرتو ديل ريو                 | 1      | يناير 8, 2013   | 90                           | ميامي                      | دبليو دبليو إي سماكداون               | This was a أنواع مباريات المصارعة. Aired on tape delay on January 11, 2013. | [ 92 ]        |
| 52  | دولف زيغلر                     | 2      | أبريل 8, 2013   | 69                           | شرق راذرفورد               | Raw                                   | Cashed in his مباراة ماني إن ذا بانك. WWE recognizes Ziggler's reign as lasting 70 days. | [ 93 ]        |
| 53  | ألبرتو ديل ريو                 | 2      | يونيو 16, 2013  | 133                          | روسمونت (إلينوي)           | Payback                               | WWE recognizes Del Rio's reign as lasting 134 days. | [ 94 ]        |
| 54  | جون سينا                       | 3      | أكتوبر 27, 2013 | 49                           | ميامي                      | Hell in a Cell ‏                       | WWE recognizes Cena's reign as lasting 50 days. | [ 95 ]        |
| 55  | راندي أورتن                    | 4      | ديسمبر 15, 2013 | <1                           | هيوستن                     |                                       | This was a تي ال سي 2009 ‏ title unification match, where Orton also defended his بطولة الوزن الثقيل العالمي دبليو دبليو إي. | [ 96 ]        |
| —   | Unified                        | —      | ديسمبر 15, 2013 | —                            | هيوستن                     |                                       | راندي أورتن defeated جون سينا to unify the World Heavyweight Championship with the بطولة الوزن الثقيل العالمي دبليو دبليو إي. The World Heavyweight Championship was retired and the WWE Championship became the بطولة الوزن الثقيل العالمي دبليو دبليو إي. | [ 97 ]        |